# Saint-Germain-Lembron
Saint-Germain-Lembron è un comune francese di 1 817 abitanti situato nel dipartimento del Puy-de-Dôme nella regione dell'Alvernia-Rodano-Alpi.

## Società

### Evoluzione demografica
Abitanti censiti